# Chuyện tình đảo ngọc
Chuyện tình đảo ngọc là một bộ phim truyền hình được thực hiện bởi M&T Pictures do Lê Bảo Trung làm đạo diễn. Phim phát sóng vào lúc 18h00 từ thứ 4 đến thứ 7 hàng tuần bắt đầu từ ngày 4 tháng 9 năm 2009 và kết thúc vào ngày 12 tháng 11 năm 2009 trên kênh HTV9.

## Nội dung
Chuyện tình đảo ngọc là câu chuyện của những người trẻ nhiệt tình, tài năng. Họ yêu nhau, sống mãnh liệt, thậm chí giành giật trong sự nghiệp lẫn tình yêu, để rồi cuối cùng họ nhận ra rằng hận thù và lòng tham đều đưa con người tới vực thẳm đau khổ. Chỉ khi con người ta yêu chân thành và muốn đem hạnh phúc đến cho người mình yêu thì mới đón nhận được hạnh phúc thật sự.

## Diễn viên
- Kim Tuyến trong vai Ngọc Yến
- Vĩnh Thụy trong vai Biển[7]
- Dương Hoàng Anh trong vai Lê Phong
- Cao Thùy Dương trong vai Thiên Kim[8]
- Hiếu Hiền trong vai Sứa[9]
- Đức Tiến trong vai Sơn
- Arron Toronto trong vai Joel
- NSƯT Đào Bá Sơn trong vai Hoàng Nam
- NSƯT Kim Ngọc trong vai Bà Còng
- Chung Thục Quyên trong vai Thủy Tiên
- Lê Bảo Ngọc trong vai Hồng My
- Minh Hạnh trong vai Bà Thu

Cùng một số diễn viên khác....

## Nhạc phim
- Bài ca gió

Sáng tác & Thể hiện: Nguyễn Hồng Thuận
- Vượt lên số phận

Sáng tác: Nguyễn Hồng Thuận
Thể hiện: Tóc Tiên

## Giải thưởng
| Năm  | Giải thưởng         | Hạng mục                              | (Người) đề cử | Kết quả   | Tham khảo     |
| ---- | ------------------- | ------------------------------------- | ------------- | --------- | ------------- |
| 2010 | Giải Cánh diều 2009 | Phim truyện truyền hình               | —             | Bằng khen | [ 10 ] [ 11 ] |
| 2010 | Giải Cánh diều 2009 | Nữ diễn viên chính xuất sắc           | Kim Tuyến     | Đoạt giải | [ 10 ] [ 11 ] |
| 2010 | HTV Awards          | Nam diễn viên phụ được yêu thích nhất | Vĩnh Thụy     | Đề cử     | [ 12 ] [ 13 ] |